# Åland United
Åland United är ett finländskt (åländskt) damfotbollslag bildat 2004.

## Historik
Åland United bildades 2004 då de tre åländska damfotbollsföreningarna LIF, IFFK och IFK Mariehamn slogs samman som en satsning på damfotbollen. Den första säsongen steg laget till högsta damserien och de två efterföljande säsongerna slutade laget på en fjärdeplats.
Under 2009 bildades den egna föreningen Åland United rf. och samma år vann laget det finska mästerskapet i damfotboll. Vinsten i Damernas Liga ledde även till att Åland United fick delta i Uefa Women's Champions League 2010/2011. I sin första matchomgång ställdes laget mot de regerande mästarna 1. FFC Turbine Potsdam och förlorade sina båda matcher.

### Ligaplaceringar
- 2009 etta
- 2010 trea[1]
- 2011 fyra
- 2012 tvåa
- 2013 etta
- 2014 tvåa
- 2015 trea
- 2016
- 2017
- 2018 trea

### Fotnoter
1. 1 2 3  Åland United. ”Åland United - Brons i Damernas Liga 2010”. http://www.laget.se/ALANDUNITEDALAG. Läst 4 februari 2010.
2. ↑  Malin Lundberg (26 september 2009). ”ÅU tog hem ligaguldet trots förlust mot Ilves”. Nya Åland. http://www.nyan.ax/sport/?news_id=46647. Läst 4 februari 2011.
3. ↑  Malin Lundberg (19 augusti 2010). ”Mardrömsmotstånd för ÅU i Champions League”. Nya Åland. http://www.nyan.ax/sport/?news_id=55635. Läst 4 februari 2011.
4. ↑  UEFA.com (1 februari 2011). ”UEFA Women's Champions League - Åland”. http://www.uefa.com/womenschampionsleague/clubs/club=2601808/profile/index.html. Läst 4 februari 2011.